# Santiago de Castro Maldonado
Santiago de Castro Maldonado (Bogotá, 11 de agosto de 1875-Ibídem, 12 de abril de 1920) fue un político colombiano, miembro del Partido Conservador Colombiano.
Castro fue designado alcalde de Bogotá por el entonces presidente José Vicente Concha en 1918, ocupando el cargo hasta su muerte en 1920, siendo un caso único en la historia de la capital colombiana, además de que su hermano Tadeo asumió la vacante tras su muerte, hecho que ilustra el nepotismo conservador de la época.

## Familia
Santiago de Castro Maldonado pertenecía al círculo aristocrático de familias ricas de Bogotá. Sus padres eran Pedro Ignacio de Castro y Uricoechea, y Elisa Maldonado Merizalde, siendo su único hermano el político conservador Tadeo de Castro Maldonado.
Su padre era nieto del médico, consejero de Estado de Antonio Nariño, y expresidente del Estado Libre de Cundinamarca, Manuel Benito de Castro (considerado presidente de Colombia pese a que Cundinamarca estaba en disputa de legitimidad con las Provincias Unidas de Nueva Granada). También estaba emparentado con Manuel de Bernardo Álvarez, tío de Antonio Nariño.
Así mismo, Pedro de Castro era sobrino del político y militar José María de Uricoechea, tío del abogado y presidente interino Juan Agustín Uricoecha y padre del escritor Ezequiel Uricoechea.

### Matrimonio
Santiago contrajo nupcias con Mamerta Osorio Gutiérrez, de otra familia aristocrática, siendo hija de Alejandro Osorio Ricaurte y de María del Carmen Gutiérrez Uricoechea.
Mamerta era nieta del abogado José Alejandro Osorio, alcalde de Bogotá y secretario del Interior para el presidente Simón Bolívar; y de Antonia Ricaurte Nariño, quien a su vez era hija de José Antonio Ricaurte, sobrina de Antonio Nariño y hermana de Trinidad Ricaurte, la madre del expresidente José Manuel Marroquín.
A su vez, Mamerta era sobrina de José Ignacio Osorio (casado con una prima de Isabel Orrantía Borda, esposa del expresidente Marco Fidel Suárez y emparentada con el escritor José Eusebio Caro y el banquero José Joaquín Pérez Orrantía), de Matilde Osorio, esposa de José Manuel Marroquín, del médico Nicolás Osorio, y de Inés Osorio, casada con una nieta de Antonio Nariño y Magdalena Ortega.
Mamerta era prima de su suegro, Pedro Ignacio de Castro, y por tanto era prima segunda de su esposo Santiago, ya que el la abuela materna de Pedro era hermana de la abuela materna de Mamerta. Por esa misma línea, Mamerta era sobrina nieta del político Ignacio Gutiérrez Vergara (de otra prestigiosa familia bogotana), sobrino a su vez de Estanislao Vergara y Sanz de Santamaría